# Ai piedi del ghiacciaio
La baita ai piedi del ghiacciaio è un dipinto a olio su tela (95.5x55.5 cm) realizzato tra il 1875 e il 1895 dal pittore italiano Francesco Filippini. Il dipinto de La Baita ai piedi del ghiacciaio di Filippini, capo scuola, è stato venduto dalla casa d'aste Sotheby's per 108,250 euro oltre diritti d'asta nel 2007 a una collezione privata di Milano.

## Mercato dell'arte
In un'asta di Sotheby's a Milano nel 2007, Ai piedi del ghiacciaio di Francesco Filippini (1875), olio su tela, è stato venduto a Euro 102.250 oltre spese d'asta.

## Descrizione
Ai piedi del ghiacciaio condensa tutte le qualità di schietto verismo di Francesco Filippini, qualità che hanno consacrato l'artista come uno dei paesaggisti più rappresentativi del naturalismo. 
L'opera fa emergere l'assoluta sincerità di Filippini nei confronti del vero, accompagnata da un consapevole rigore compositivo; quel robusto linguaggio affidato ad una pennellata larga, aspra ed essenziale, rielaborata attraverso l'analisi di certo fare pittorico carcaniano, quella scelta di una gamma cromatica "caliginosa", circoscritta a toni freddi e grigiastri che sembrano essere stati creati ad hoc proprio per le sue Nevicate, motivo pittorico molto amato dal Filippini e che, forse meglio di altri, ha avuto la capacità di riflettere quella particolare "malinconia profondamente suggestiva" che un anonimo critico, nel 1895, ritrovava nelle "pitture e nelle impressioni dell'inverno nelle montagne" eseguite "a intonazioni grigie ed argentee".